# اچ‌ام‌وی‌اس آلبرت
اچ‌ام‌وی‌اس آلبرت (به انگلیسی: HMVS Albert) یک کشتی است که طول آن ۱۱۵ فوت (۳۵ متر) می‌باشد. این کشتی در سال ۱۸۸۴ ساخته شد.